# Latijnse Kerk
De Latijnse Kerk, waartoe 98% van de katholieken behoort, is een van de 24 autonome kerken van de Katholieke Kerk. De 23 andere zijn de oosters-katholieke kerken die zich vooral in Oost-Europa, noordoostelijk Afrika en het Midden-Oosten bevinden. Deze met de bisschop van Rome verbonden christelijke kerken met hun eigen liturgie en beeldentaal verschillen vooral uiterlijk van de Latijnse Kerk en lijken wat dat betreft meer op de andere oosterse kerken.
De geünieerde Kerken gehoorzamen aan het gezag van de paus in Rome en hebben in de meeste gevallen ook een eigen hiërarchie.